# العلاقات الإريترية الكورية الشمالية
العلاقات الإريترية الكورية الشمالية هي العلاقات الثنائية التي تجمع بين إريتريا وكوريا الشمالية.

## مقارنة بين البلدين
هذه مقارنة عامة ومرجعية للدولتين:
| وجه المقارنة                                              | إريتريا                                      | كوريا الشمالية                        |
| --------------------------------------------------------- | -------------------------------------------- | ------------------------------------- |
| المساحة (كم2)                                             | 117.60 ألف                                   | 120.54 ألف                            |
| عدد السكان (نسمة)                                         | 6.33 مليون                                   | 25.49 مليون                           |
| الكثافة السكانية (ن./كم²)                                 | 53.83                                        | 211.47                                |
| العاصمة                                                   | أسمرة                                        | بيونغيانغ                             |
| اللغة الرسمية                                             | اللغة التغرينية، اللغة العربية، لغة إنجليزية | لغة كوريا الشمالية القياسية ‏          |
| العملة                                                    | ناكفا                                        | وون كوري شمالي                        |
| الناتج المحلي الإجمالي (بليون دولار)                      | 2.61 مليار                                   |                                       |
| الناتج المحلي الإجمالي (تعادل القوة الشرائية) بليون دولار |                                              |                                       |
| الناتج المحلي الإجمالي الاسمي للفرد دولار أمريكي          |                                              |                                       |
| الناتج المحلي الإجمالي للفرد دولار أمريكي                 |                                              |                                       |
| مؤشر التنمية البشرية                                      | 0.391                                        |                                       |
| رمز المكالمات الدولي                                      | +291                                         | +850                                  |
| رمز الإنترنت                                              | .er                                          | .kp                                   |
| المنطقة الزمنية                                           | ت ع م+03:00                                  | ت ع م+08:30، ت ع م+08:30، ت ع م+09:00 |

## منظمات دولية مشتركة
يشترك البلدان في عضوية مجموعة من المنظمات الدولية، منها:
| علم المنظمة | اسم المنظمة              | تاريخ انضمام إريتريا | تاريخ انضمام كوريا الشمالية |
| ----------- | ------------------------ | -------------------- | --------------------------- |
|             | يونسكو                   | 2 سبتمبر 1993        | 18 أكتوبر 1974              |
|             | الاتحاد الدولي للاتصالات | 6 أغسطس 1993         | ?                           |
|             | الأمم المتحدة            | 28 مايو 1993         | 17 سبتمبر 1991              |
|             | الاتحاد البريدي العالمي  | ?                    | ?                           |

## وصلات خارجية
- موقع وزارة الخارجية الكورية الشمالية